# Corazón delator
«Corazón delator» es una canción y sencillo compuesto por el músico Gustavo Cerati e interpretado por el grupo musical de Argentina Soda Stereo, incluida dentro de su cuarto álbum de estudio titulado Doble vida, como pista número 7. Fue lanzada como el tercer corte de difusión.
Cerati se refirió a esta como una de sus canciones favoritas, tanto de Soda Stereo como de su carrera musical en general. Dijo también que, cuando terminó de grabarla y la escuchó, se le figuró una de sus composiciones más cercanas a la perfección musical.

## Letra
La canción en parte está relacionada con el cuento El corazón delator, escrito por Edgar Allan Poe, que trata de un personaje que no soporta la mirada de una persona que tiene un ojo enfermo, por lo tanto decide matarla y la esconde en el hueco del piso de madera. Cuando va la policía a ver por el paradero del hombre a la casa del asesino no encuentran nada, pero el asesino en medio de su locura cree escuchar el corazón de la persona que había matado y termina entregándose. Aunque la letra no aborda este hecho explícitamente, se cuenta la locura del personaje desde el punto de vista reflexivo.

## Música
Es una balada. El sonido de esta canción es uno de los más psicodélicos dentro de las canciones de Soda Stereo.
En palabras de Gustavo Cerati:

Es el tema que más se emparenta con Signos y el más romántico del álbum también. La historia parte de un cuento de Allan Poe, donde un corazón delata a una persona que mató a otra. En este caso la escribí pensando en que mi corazón me delata cuando veo a la persona que amo.

Más adelante en la canción el personaje se rinde ante la inevitable confesión de su crimen: está enamorado. Esto se plasma en el siguiente fragmento: «Ya nada puede impedir en mi fragilidad... Es el curso de las cosas... Hoy mi corazón se vuelve delator», ante la fragilidad de la persona que no puede ocultar más sus sentimientos.

## Versiones
Entre las versiones más conocidas de esta canción están:
- La versión de estudio dentro del álbum de estudio Doble vida.
- La versión en vivo durante El último concierto poco difundida que no se incluyó en el DVD ni en los CD por razones desconocidas.
- La versión en vivo realizada dentro de la gira musical Me verás volver.
- Además esta canción estuvo presente dentro del álbum recopilatorio Chau Soda como pista número 2 del segundo disco.
- Posteriormente fue reeditada por Gustavo Cerati en el disco 11 episodios sinfónicos, la cual consistía en el cantado de la canción mientras que la melodía era interpretada por una orquesta.
- En el año 2014, el grupo musical de Argentina Eruca Sativa toca esta canción en Siempre es hoy, un homenaje a Cerati luego de su muerte.
- En el año 2022, para el álbum 14 episodios sinfónicos / En vivo / Auditorio Nacional / Ciudad de México / Febrero 2002, se publica una versión sinfónica en vivo perteneciente al marco de la gira 11 episodios sinfónicos, esta versión, como casi la totalidad del álbum, fue tocada en vivo en el Auditorio Nacional de México y fue extraída para este DVD con canciones inéditas publicado en agosto de 2022.